# رین ویور
رین ویور (به انگلیسی: Ryn Weaver) با نام اصلی ارین ووتریش (به انگلیسی: Erin Wüthrich) (زاده ۱۰ اوت ۱۹۹۲) خواننده، ترانه‌سرا آمریکایی است.